# Huey Gully
Huey Gully ist eine hoch gelegene und steilwandige Schlucht im ostantarktischen Viktorialand. In der Nordwand des Taylor Valley liegt sie zwischen Mount Keohane und Mount Falconer. Ein Teil der Eismassen des Commonwealth-Gletschers liegen in dieser Schlucht und gehören zum Quellgebiet des Huey Creek.
Das Advisory Committee on Antarctic Names benannte die Schlucht im Jahr 1997 in Anlehnung an die Benennung des gleichnamigen Schmelzwasserflusses. Dessen Namensgeber sind Hubschrauber vom Typ Bell UH-1, inoffiziell auch Huey genannt, die als Teil der Flugstaffel VXE-6 zur Unterstützung der Arbeiten des United States Geological Survey im Taylor Valley im Einsatz waren.